# Горьківська (станція метро, Санкт-Петербург)
59°57′22″ пн. ш. 30°19′08″ сх. д. / 59.95611° пн. ш. 30.31889° сх. д.
Горьківська — станція Московсько-Петроградської лінії Петербурзького метрополітену, розташована між станціями «Невський проспект» і «Петроградська».
Станція відкрита 1 липня 1963 у складі ділянки «Технологічний інститут»-«Петроградська». Назву отримала по розташуванню на початку колишнього проспекту Максима Горького (наразі Кронверкський проспект), де в будинку № 23 довгий час жив письменник.

## Вестибуль
Павільйон станції, зведено у 2009 році, — кругла в плані одноповерхова будівля сучасного стилю. Як і колишній павільйон, який був побудований у 1963, він розташовується поблизу Кронверку Петропавлівської фортеці, на розі Кронверкського и Каменноострівського проспектів. Проєкт нової будівлі був виконаний ТОВ «СУАР. Т-проєкт». 27 березня 2009 його підтримала містобудівна рада. Площа павільйону збільшилася втричі. Як і стара споруда, для запобігання затоплення у зв'язку з близькістю річки Неви, новий вестибюль знаходиться на підвищенні.

## Технічна характеристика
Конструкція станції — пілонна трисклепінна з укороченим центральним залом (глибина закладення — 53 м).
Центральний зал станції найкоротший у Петербурзькому метрополітені. Похилий хід тристрічковий, починається з північного торця станції.

## Оздоблення
Стіни красиво оздоблені сааремським вапняком з включенням грубо оброблених блоків, в торці з каменю тієї ж породи є рельєфний портрет М. Горького. Оздоблення доповнює зображення буревісника, виконані з темних металевих смуг на дверях кабельних шаф. У 2008-2009 роках проведено реконструкцію станції, плитка на колійних стінах замінена на мармур білого кольору «коєлга», а асфальтове покриття підлог у бічних залах - на граніт. Були включені світильники під карнизами пілонів. Прибрані назви станції з колійних стін, а по всій довжині наклеєна синя смуга з багаторазово повторюваними назвами станції.

## Ресурси Інтернету
- «Горьківська» на metro.vpeterburge.ru [Архівовано 25 лютого 2014 у Wayback Machine.](рос.)
- «Горьківська» на форуме metro.nwd.ru [Архівовано 4 березня 2016 у Wayback Machine.](рос.)
- «Горьківська» на metrowalks.ru(рос.)
- Санкт-Петербург. Петроград. Ленінград: Енциклопедичний довідник. «Горьківська»(рос.)